# Zakhm
Zakhm (Hindi: ज़ख़्म, italiano: ferita ) è un film indiano del 1998 diretto, scritto e prodotto da Mahesh Bhatt. Protagonisti del film sono Ajay Devgn, Pooja Bhatt, Sonali Bendre, Kunal Khemu e Nagarjuna Akkineni. Il film racconta le tensioni fra gli appartenenti a religioni differenti nella società indiana ed è basato sull'esperienza personale del regista.